# FC Haka
FC Haka je finský fotbalový klub sídlící ve městě Valkeakoski. Tento klub se téměř každoročně účastní evropských pohárů.

## Úspěchy
- Mistr finské ligy: - 9x (1960, 1962, 1965, 1977, 1995, 1998, 1999, 2000, 2004)
- Vítěz finského poháru: - 12x (1955, 1959, 1960, 1963, 1969, 1977, 1982, 1985, 1988, 1997, 2002, 2005)

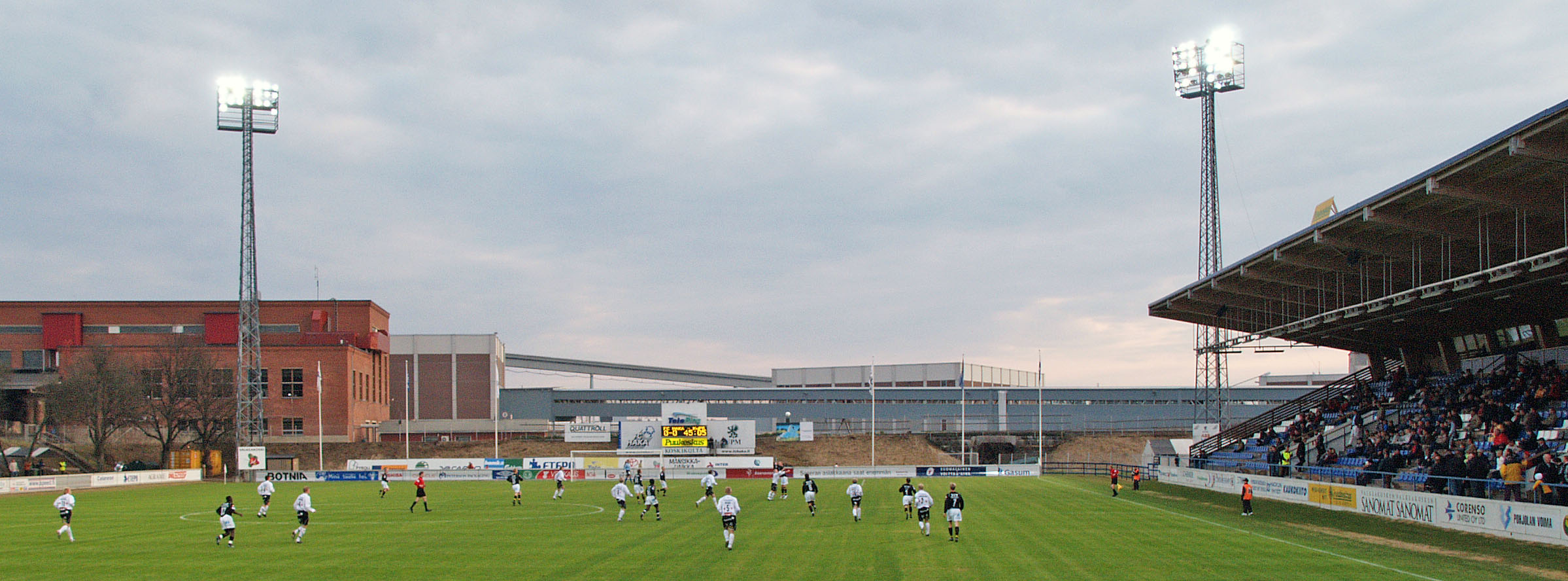